# سيرجي كانو
سيرجي جيستي كانو (بالإسبانية: Sergi Gestí Cano) (من مواليد 2 فبراير 1997) هو لاعب كرة قدم إسباني، يلعب لنادي بوبلا دي مافوميت، كمهاجم.
بدأ كانو مسيرته الكروية في صفوف الشباب في نادي جيمناستيك تاراغونا، وأول مباراة له كانت في 3 يونيو 2012، ضد نادي إلتشي.

## وصلات خارجية
- سيرجي كانو على موقع Soccerway.com (الإنجليزية)

- Gimnàstic profile (بالإسبانية)
- BDFutbol profile
- Transfermarkt profile